# Dendrobium ravanii
Dendrobium ravanii är en orkidéart som beskrevs av James Edward Cootes. Dendrobium ravanii ingår i släktet Dendrobium, och familjen orkidéer.
Artens utbredningsområde är Filippinerna. Inga underarter finns listade i Catalogue of Life.